# 31 M. ismétlőpuska
Ez az M95 karabélyok felfúrást követő magyar elnevezés.  Az első világháborút követően a hosszú puskák nagy részét a békeszerződés értelmében karabély hosszúságúra kellett levágni.1930-ban az osztrákok a régi 8x50R -es ogivális (gömbfejű 3070 Joule energiájú) lőszert lecserélték a modernebb, laposabb röppályájú nagyobb lőportöltetű 8×56R (3280 Joule energiájú) hegyes lőszerre. A honvédség is követte az osztrák példát és 1931- ben 31Mintájú puskatöltény néven rendszeresítette a 8X56 R lőszert.  
A korábbi m95- ös karabélyokat valamint Schwarzelose 1907 géppuskákat feldörzsárazták erre a kaliberre. A korábbi távolságot az irányzékon lépésben határozták meg (1 lépés kb 75 cm) puskánál 300-2600 lépés karabélynál 300-2400 lépés volt .Ezt méterre átkalibrálták valamint a rölpálya miatt magasabb célgömböt és új célgömbvédőt is kapott. A feldörzsárazott puskák csövébe egy H betűt ütöttek utalva a hegyes lőszerre. Ugyanez Ausztriában S beütőt (spitz-hegyes) kapott.
A 31M puskákat az újabb, leváltásukra tervezett puska megérkezéséig kívánták hadrendben tartani.
1935 ben a 35 Mintájú puska megérkezésével fokozatosan leváltották és raktárba kerültek, majd 1940 ben a szükséghelyzet a leraktározott készletek újbóli hadrafogását követelte. Egészen 1948 ig hadrendben volt amikor is szovjet mintára készült 48M Mosin Nagant ismétlőpuskákra cserélték. 
Az újbóli fordulat a 2010 es évek elején történt amikor ismét hadrendbe került a Honvédség díszelgő, valamint a Sándor-palota díszőrségénél.

## Működése
Ez egy egyenes húzású ismétlő puska. A zárdugattyú előre és hátramozgatásával töltjük illetve ürítjük a fegyvert. 5 db lőszert tartalmazó töltőkerettel kell beletölteni a fegyverbe. Az utolsó lőszer csőretöltésekor a töltőkeret alul, az elsütő billentyű előtti nyíláson kiesik, és jellegzetes csilingelő hangot ad. A tűzgyorsaság 10-15 lövés percenként, gyakorlati lőtávolsága 100-400 méter. A fegyverre rögzíteni lehet bajonettet is.